# 9 mm Major

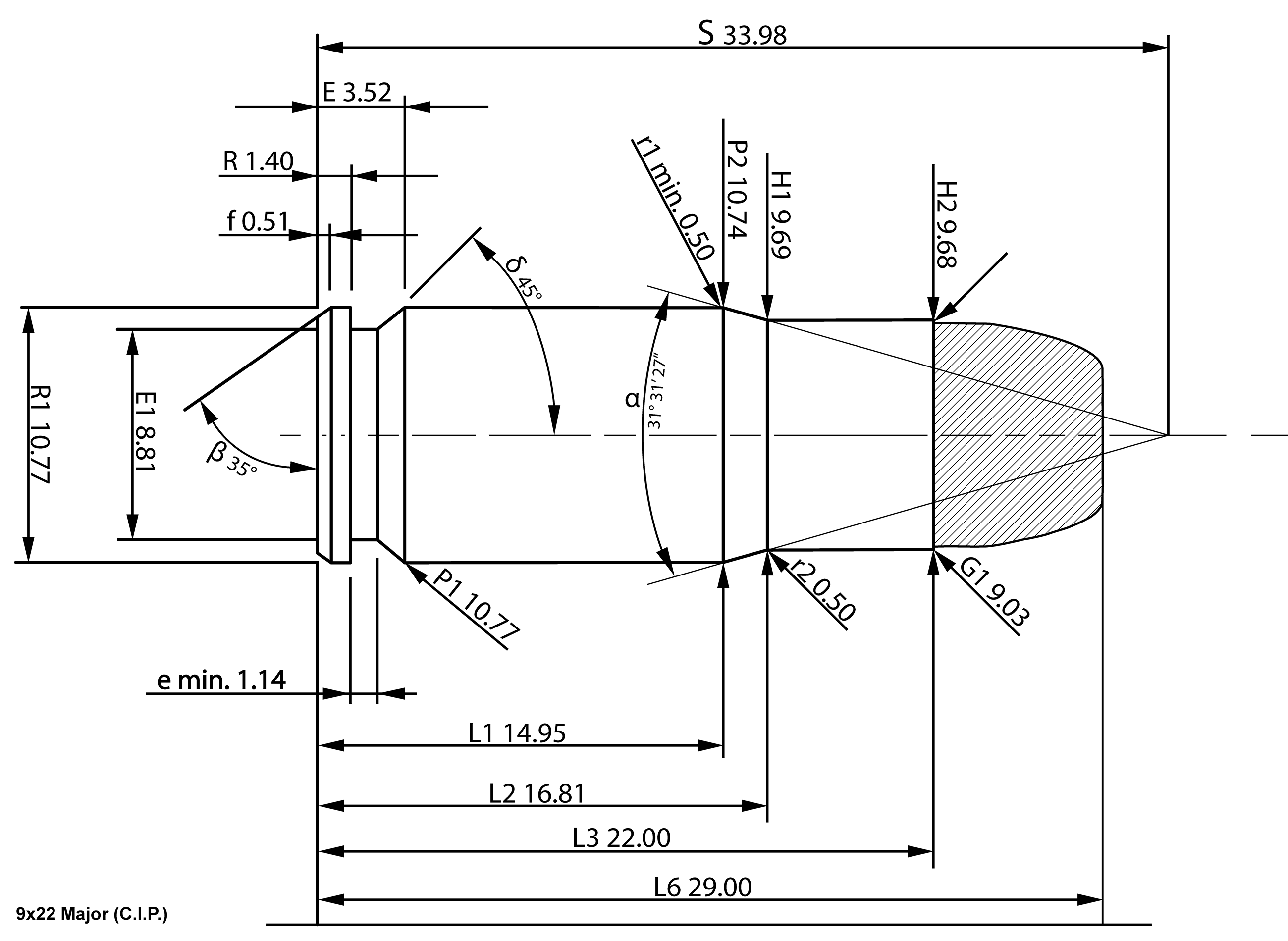
Nákres náboje 9 mm Major

Náboj 9 mm Major byl poprvé představen maďarskou firmou Mátravidék Fémmuvék Sirok v roce 1992.Tento náboj vyvíjel a zkonstruoval rakouský puškař H. H. Grillmayer pro samonabíjecí pistole. Grillmayer dlouhou dobu pobýval v USA a Kanadě, kde spolupracoval se známými tvůrci nábojů. 9 mm Major sériově vyrábí firma Fiocchi a maďarská MFS. Pro tento náboj není doposud sériově vyráběná žádná zbraň (alespoň není o žádné známo), zbraně jsou pro použití tohoto náboje upraveny výměnou hlavně, určené pro tento náboj.